# Cristóbal Luis I de Stolberg-Stolberg-Ortenberg
Cristóbal Luis de Stolberg-Stolberg-Ortenberg (18 de junio 1634 en Rosenburg , hoy parte de Barbie -7 de abril 1704) conde de Stolberg-Stolberg.

## Biografía
Es hijo del conde Juan Martín de Stolberg (1594-1669), fundador de la joven línea Stolberg , y su esposa, la condesa Inés Isabel de Barbie-Müllingen ( 1600-1651 ), hija del conde Jost II von Barbie-Müllingen-Rosenburg ( 1544-1609) y su segunda esposa Sofía de Schwarzburgo-Rudolstadt (1579-1630).
Después de que su padre murió el 22 de mayo de 1669, él y su hermano menor, Federico Guillermo (1639-1684), asumieron el reinado juntos. Su hermano se casó con Cristina Leonor de Friesen el 1 de diciembre de 1674 (1659-1696).
Cristóbal Luis murió el 7 de abril de 1704 a la edad de 69 años. Stolberg-Stolberg se dividió en 1706 entre las dos líneas Stolberg-Stolberg y Stolberg-Rosla.

## Hijos
Se casó en Darmstadt el 29 de noviembre de 1665 con Luisa Cristina de Hesse-Darmstadt de este matrimonio nacieron ocho hijos:
- Jorge (Darmstadt, 14 de noviembre de 1666 - Stolberg, 17 de febrero de 1698);

- Carlos (Darmstadt, 25 de enero de 1668 - Roßla, 2 de mayo de 1685);

- Sofía Leonor (Ortenberg, 6 de agosto de 1669 - Stolberg, 3 de noviembre de 1745), ferviente pietista, sus sermones fúnebres son los más extensos de los que se conocen de este género;[1]

- Juan Luis (Ortenberg, 6 de noviembre de 1670 - Roßla, 13 de mayo de 1685);

- Cristián Federico, conde de Stolberg-Stolberg-Ortenberg (Ortenberg, 18 de septiembre de 1672 - Stolberg, 22 de agosto de 1738), casado en Goldberg el 23 de septiembre de 1701 con la condesa Enriqueta Catalina de Bibran y Modlau (1680-1748);

- Luisa Cristina (Ortenberg, 21 de enero de 1675 - Weissenfels, 16 de mayo de 1738), casada, en primeras nupcias, en Stolberg el 13 de diciembre de 1704 con el conde Juan Jorge III de Mansfeld-Eisleben (1640-1710), y, en segundas nupcias, en Stolberg el 11 de mayo de 1712 con el duque Cristián de Sajonia-Weissenfels (1682-1736);

- Justo Cristian, conde de Stolberg-Roßla (Ortenberg, 24 de octubre de 1676 - Roßla, 17 de junio de 1739), casado en Isenburg el 1 de octubre de 1709 con la noble alemana Emilia Augusta de Stolberg-Wernigerode (1687-1730);

- Inés Isabel (Ortenberg, 14 de diciembre de 1680 - Ortenberg, 17 de diciembre de 1680).